# ATP de Auckland de 2013
O ATP de Auckland de 2013 foi um torneio de tênis masculino disputado em quadras duras na cidade de Auckland, na Nova Zelândia. Esta foi a 38ª edição do evento, realizada no ASB Tennis Centre.

## Dristribuição de pontos
| Evento  | V   | F   | SF | QF | Segunda rodada | Primeira rodada | Q  | Q3 | Q2 | Q1 |
| Simples | 250 | 150 | 90 | 45 | 20             | 0               | 12 | 6  | 0  | 0  |
| Duplas  | 250 | 150 | 90 | 45 | 0              | —               | —  | —  | —  | —  |

## Chave de simples

### Cabeças de chave
| País | Jogador               | Rank1 | Cabeça |
| ---- | --------------------- | ----- | ------ |
| ESP  | David Ferrer          | 5     | 1      |
| GER  | Philipp Kohlschreiber | 20    | 2      |
| GER  | Tommy Haas            | 21    | 3      |
| USA  | Sam Querrey           | 22    | 4      |
| POL  | Jerzy Janowicz        | 26    | 5      |
| AUT  | Jürgen Melzer         | 29    | 6      |
| SVK  | Martin Kližan         | 30    | 7      |
| BRA  | Thomaz Bellucci       | 33    | 8      |

- 1 Rankings como em 31 de dezembro de 2012

### Outros participantes
Os seguintes jogadores receberam convites para a chave de simples:
- Daniel King-Turner
- Gaël Monfils
- Olivier Rochus

Os seguintes jogadores entraram na chave de simples através do qualificatório:
- Benjamin Becker
- Greg Jones
- Jesse Levine
- Igor Sijsling

### Desistências
Antes do torneio
- Mardy Fish (problemas cardíacos)

Durante o torneio
- Grega Žemlja (doença)

## Chave de duplas

### Cabeças de chave
| País | Jogador           | País | Jogador        | Rank1 | Cabeça |
| ---- | ----------------- | ---- | -------------- | ----- | ------ |
| GBR  | Colin Fleming     | BRA  | Bruno Soares   | 41    | 1      |
| MEX  | Santiago González | USA  | Scott Lipsky   | 59    | 2      |
| AUT  | Julian Knowle     | SVK  | Filip Polášek  | 69    | 3      |
| ITA  | Daniele Bracciali | AUT  | Olivier Marach | 72    | 4      |

- 1 Rankings como em 31 de dezembro de 2012

### Outros participantes
As seguintes parcerias receberam convites para a chave de duplas:
- Daniel King-Turner /  Michael Venus
- Artem Sitak /  Jose Statham

### Desistências
Durante o torneio
- Frank Moser (lesão nas costas)

## Campeões

### Simples
- David Ferrer venceu  Philipp Kohlschreiber, 7–6(7–5), 6–1

### Duplas
- Colin Fleming /  Bruno Soares venceram  Johan Brunström /  Frederik Nielsen, 7–6(7–1), 7–6(7–2)